# Trichopsomyia australis
Trichopsomyia australis är en tvåvingeart som först beskrevs av Johnson 1907.  Trichopsomyia australis ingår i släktet gallblomflugor, och familjen blomflugor. Inga underarter finns listade i Catalogue of Life.